# Archiconchoecia instriata
Archiconchoecia instriata är en kräftdjursart som beskrevs av V. G. Chavtur 2003. Archiconchoecia instriata ingår i släktet Archiconchoecia och familjen Halocyprididae. Inga underarter finns listade i Catalogue of Life.